# Ringebu Station
Ringebu Station (Ringebu stasjon) er en jernbanestation på Dovrebanen, der ligger i byen Ringebu i Norge. Stationen består af nogle få spor, to perroner og en stationsbygning i gråmalet træ, der er opført efter tegninger af Paul Due. Desuden er der turistinformation, café og busterminal.
Stationen åbnede 2. november 1896, da banen blev forlænget fra Tretten til Otta. Den blev fjernstyret 5. november 1967.